# Forma budyniowa

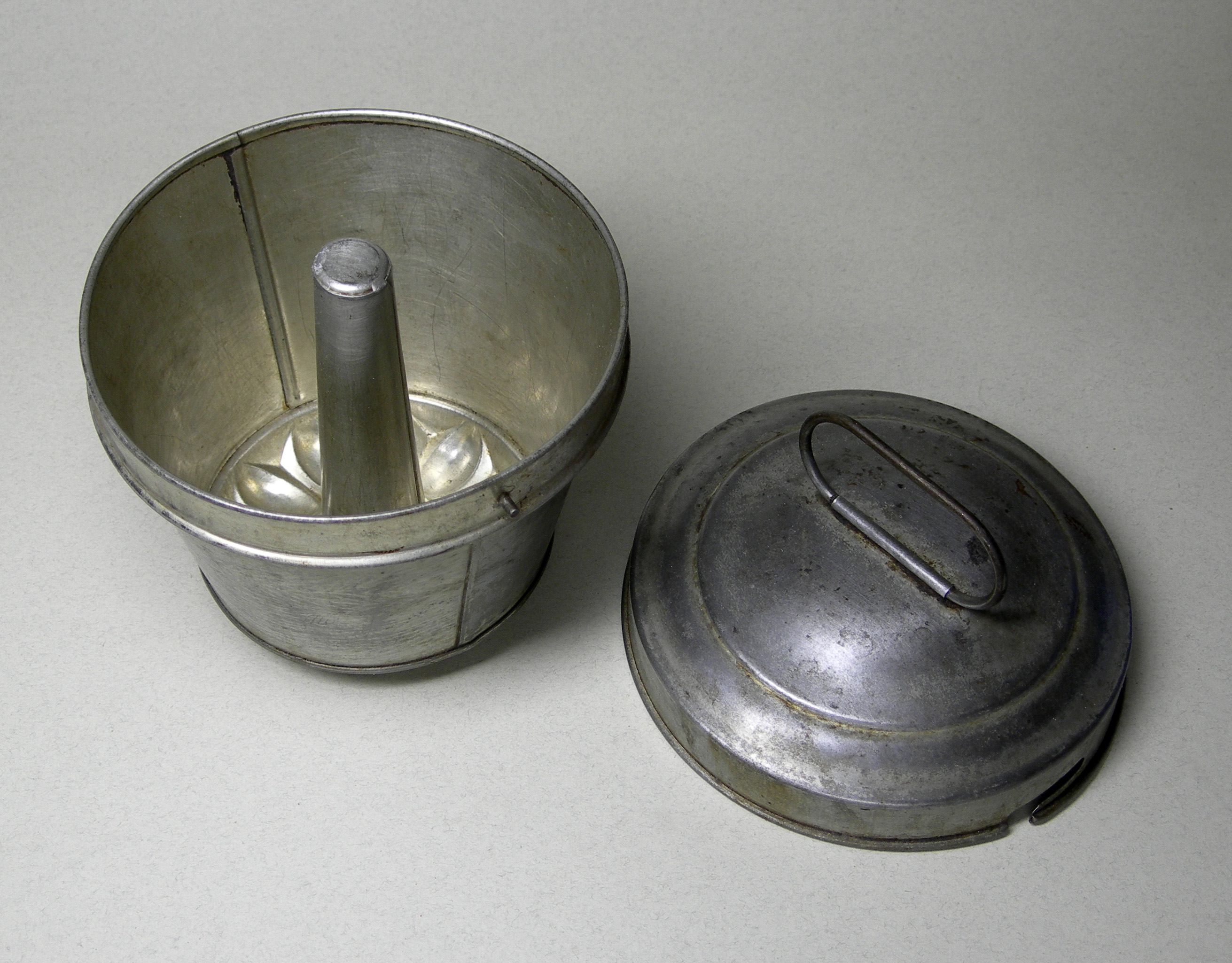
Forma budyniowa

Forma budyniowa – metalowe naczynie kuchenne z kominem w środku, zamykane od góry pokrywką, służące do przyrządzania na parze lekkich ciast (np. babki gotowanej), puddingów oraz budyniów. Wnętrze formy smaruje się tłuszczem, obsypuje bułą tartą, wypełnia (niecałkowicie) masą na daną potrawę, szczelnie zamyka i na odpowiednio długi czas częściowo zanurza w naczyniu z wrzącą wodą.
Gotowanie w uszczelnionych formach, w środowisku o temperaturze wrzącej wody, zapewnia powolne ścinanie się składników i w konsekwencji brak ubytków w czasie obróbki termicznej.
W Polsce metalowe formy budyniowe pojawiły się w sprzedaży na początku XX wieku, za pośrednictwem zagranicznych katalogów domów wysyłkowych.